# Bedřich Smetana
Bedřich Smetana (áudio)ⓘ AFI: [ˈbɛdr̻ɪx ˈsmɛtana] (Leitomischl (Litomyšl), Boémia Oriental, 2 de Março de 1824 - Praga, 12 de Maio de 1884), foi um compositor checo. A sua obra mais famosa é O Moldava (Vltava) do poema sinfônico Minha Pátria (Má Vlast).

## Vida

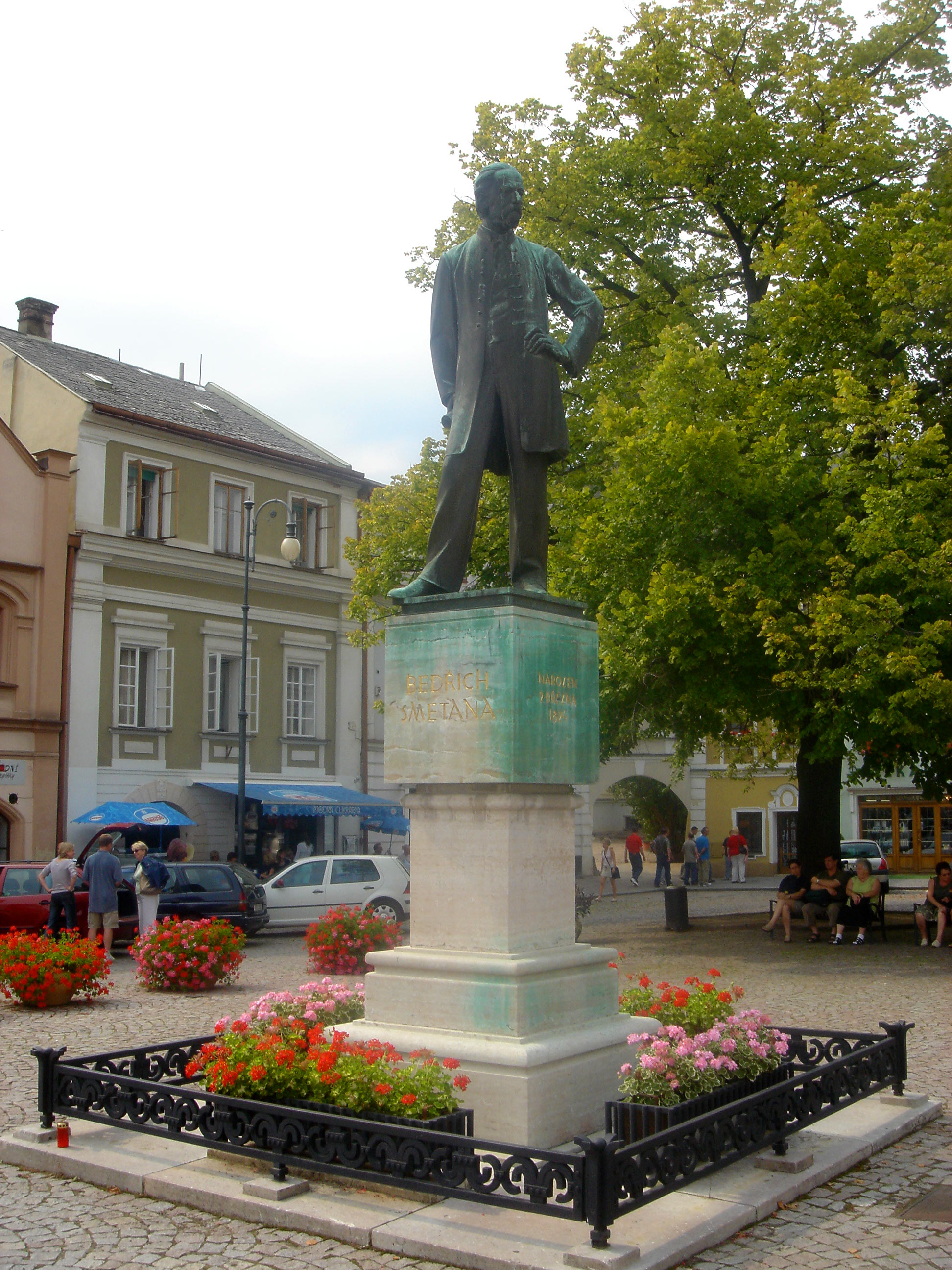
Estátua em homenagem a Smetana em Litomyšl.

Estudou piano e violino desde pequeno, tendo sofrido resistências da família pela opção de carreira na área da música. Estudou música em Praga e foi contratado como músico numa família de nobres. O compositor Franz Liszt, em 1848, apoiou-o para criar a sua própria escola de música.
Em Setembro de 1855, Smetana perdeu a sua filha Bedřiska, então com quatro anos de idade, perdendo outro filho nove meses depois. Deprimido, Smetana passou a dedicar-se à composição. Desta época data o seu «Trio para violino, violoncelo e piano em sol menor» (op. 15).
No ano seguinte, Smetana mudou-se para Gotemburgo, na Suécia, onde permaneceu até 1863. Durante esse período realizou muitos recitais e concertos.
Bedřich, devido à tensão nervosa e à sífilis, começou a ficar surdo em Março de 1874, aos 50 anos, aquando da estreia da sua ópera «As Duas Viúvas». Alguns meses depois, a 20 de Outubro de 1874, ficou afectado por surdez total. Ainda viveu 10 anos na mais completa surdez, compondo ainda muita música, tal como o poema sinfónico «Minha Pátria» («Má Vlast»), com a parte musical mundialmente conhecida «O Moldava» («Vltava»), em sol maior, de 1874, evocando o rio Moldava ou Vltava – afluente do rio Elba –, bem como as óperas «O Beijo» (1876), «O Segredo» (1878) e «A Parede do Diabo» (1882). Smetana é considerado como o pai da escola musical checa. Antonín Dvořák será o seu seguidor.
Smetana é, juntamente com Ludwig van Beethoven e Fauré, um dos compositores que escreveram música em total surdez.
Faleceu em 1884 num manicómio na cidade de Praga, surdo e acometido de problemas neurológicos decorrentes de sífilis.

## Obra musical
A maior parte da obra musical de Smetana é composta por peças de temática folclórica e nacionalista. Notabilizou-se também como compositor de óperas, todas com libreto em checo, a saber:
- Braniboři v Čechách (Brandemburgueses na Boêmia)
- Prodaná Nevěsta (A Noiva Vendida)
- Dalibor
- Libuše
- Dvě Vdovy (As Duas Viúvas)
- Hubička  (O Beijo)
- Tajemství (O Segredo)
- Čertova stěna (A Parede do Diabo)